# Carlos Mendes
Carlos Eduardo Teixeira Mendes, mais conhecido por Carlos Mendes, (Lisboa, 23 de maio de 1947) é um arquiteto, apresentador, cantor, compositor e ator português.

## Biografia
Em 1963 foi um dos fundadores do conjunto Sheiks, que abandonou em 1967 para iniciar uma carreira a solo com uma versão de "Penina", que Paul McCartney tinha escrito para os Jotta Herre.
Em 1968 venceu o Festival RTP da Canção com a canção "Verão".
| “ | Na altura [o Festival] marcou-me muito, mas não fiz lá a minha estreia, já vinha dos Sheiks. O Festival da Canção tornou-me ainda mais conhecido do que já era. Nessa altura, os cantores apareciam nas capas das revistas, eram muito populares. Quando regressei da Eurovisão, tive de me refugiar numa quinta de um amigo em Tomar por causa do público. | ” |

Voltou a vencer o Festival RTP da Canção, em 1972, com "Festa da Vida". Participa também nas gravações do disco "A Fala do Homem Nascido".
Em 1973 concluiu o curso de Arquitetura iniciado em 1969, passando a exercer essa atividade que abandonaria pouco depois, para se dedicar em exclusivo à música. 
Em 1976 fundou, juntamente com outros autores, entre os quais Paulo de Carvalho e Fernando Tordo, a primeira editora discográfica independente, Toma Lá Disco. Lança o álbum "Amor Combate". 
No ano seguinte lançou o álbum "Canções de Ex-Cravo e Malviver" com canções como "Ruas de Lisboa", "Lisboa, Meu Amor" e "Amélia dos Olhos Doces". "Amélia dos Olhos Doces" ficou em 2º lugar no apuramento para o festival da Oti desse ano.
A revista Mundo da Canção atribuiu o prémio de "Melhor Disco Infantil do Ano" ao seu trabalho "Jardim Jaleco" que também era um programa de televisão.
Em 1979 os "Sheiks" regressam para uma série de 13 programas apresentada na RTP. O grupo lança os LP's "Sheiks com Cobertura" e "Pintados de Fresco 2". Em 1980 gravou a solo o álbum "Triângulo do Mar".
O disco "Chão do Vento" foi lançado em 1984. Desloca-se ao Brasil, onde atuou no Teatro João Caetano e no Circo Voador (Rio de Janeiro) e no Pavilhão do Ibirapuera (São Paulo).
Em 1985 iniciou aulas de piano e formação musical com a professora Fernanda Chichorro. Deu espectáculos na Suíça, na Bélgica e nos Países Baixos. Participou também no XII Festival Internacional da Juventude, em Moscovo, com mais 150 Países. 
Em 1986 compôs a música para o filme "O Vestido Cor de Fogo" de Lauro António e para a peça "O Touro" do Teatro de Pesquisa Comuna. Ganhou o prémio da Associação de Críticos para a melhor música de teatro desse ano.
No ano de 1987 fez a música da peça de Alves Redol, "O Destino Morreu de Repente", encenada pela Comuna. Compõs para o Festival da OTI a canção representante de Portugal, interpretada por Theresa Mayuko. 
No ano seguinte fez a música de dois filmes de Luís Filipe Costa para a RTP. Convidado por aquela emissora televisiva compõs músicas originais e fez a direção musical para o programa de Natal.
Juntamente com Fernando Tordo, Paulo de Carvalho e o maestro Pedro Osório criaram em 1989 o espectáculo "Só Nós Três" que se estreou no Casino do Estoril com grande êxito. Em seguida foi apresentado nos Açores (por ocasião da Presidência Aberta), Macau e outros locais. O disco com base no espectáculo foi um grande sucesso atingindo rapidamente o galardão de platina.
Em 1990 compõs, dirigiu e interpretou a banda sonora da série "Por Mares Nunca de Antes Navegados". Criou ainda o espectáculo "Improvisos Carlos Mendes", com encenação de Carlos Avilez.
Em 1991 iniciou aulas de canto lírico com a professora Cristina Castro. Criou a opereta musical "O Natal do Pai Natal" a convite da RTP para mais um "Especial de Natal" que foi editado em disco. Gravou para a mesma emissora o espectáculo "Improvisos Carlos Mendes". 
A Convite da Câmara Municipal de Loures e da Escola Secundária José Afonso, compõs e gravou um disco de solidariedade a Timor, com letra de José Fanha. Foi convidado como ator, pelo encenador Artur Ramos, para integrar o elenco da peça "O Luto de Electra" de Eugene O'Neill, gravada para a RTP.
"Boa Nova", espectáculo de 1992 criado com Fernando Tordo por ocasião da visita do Presidente da República à Índia, foi apresentado no Teatro São Luiz e editado em disco.
Em 1993 foi um dos autores e apresentadores do programa "Falas Tu ou Falo Eu" da SIC. 
No ano de 1994 foi editado o CD "Não Me Peças Mais Canções", com produção de Zé da Ponte, onde Carlos Mendes musicou grandes nomes da poesia portuguesa, tais como Miguel Torga, Fernando Pessoa, Carlos Oliveira, Luís de Camões e Antónia Brito. O disco inclui um inédito de Mário Soares, "Para Ti Meu Amor".
A música "Não Me Peças Mais Canções" foi candidata aos Globo de Ouro na categoria de "Melhor Canção do Ano".
Em 1995 apresentou na RTP o programa "Selecção Nacional", com Herman José e Sofia Morais, que consistia em escolher os oito intérpretes para cantarem no Festival RTP da Canção 1995.
Em dezembro de 1996 apresentou no Teatro Nacional D. Maria o espectáculo "Carlos Mendes - Em Concerto" onde interpretou poetas portugueses. 
Em 1997 colaborou no programa "Todos ao Palco" de Filipe La Féria. Foi lançado o CD "Vagabundo do Mar". Em 1998 faz espectáculos em Macau, Índia (Margão e Pangim) a convite da Fundação Oriente. Foi convidado para fazer dois concertos na Expo'98.
O álbum "Coração de Cantor" foi editado em dezembro de 1999. 
Como actor integrou o elenco de "Morangos Com Açúcar - Série II e Férias de Verão II", na TVI, onde desempenhou o papel do "Coronel Luís Navarro".
Em 2006 cantou com Pedro Teixeira no programa Canta Por Mim, onde chegaram à final.
Desde março de 2018 que apresenta o programa semanal Autores - já apresentado por Mário Figueiredo e Paulo Sérgio Santos -, da Sociedade Portuguesa de Autores (SPA), que é emitido pela TVI e pela TVI África, sendo também disponibilizado on demand no TVI Player. O p̟rograma chegou a ser transmitido também pela TVI Ficção, pela TVI Internacional e pelo extinto canal TVI24. Carlos Mendes canta e quase sempre pelo menos um tema musical - normalmente, um do seu reportório -, ao piano, em cada episódio do programa. Desde agosto de 2023, que Carlos Mendes partilha a moderação do programa com Mafalda Veiga. De resto, desde 2022 que Carlos Mendes faz também parte da direção da SPA, como suplente do seu conselho fiscal.

## Discografia

### Álbuns
- Amor Combate (LP, TLD, 1976)
- Canções de Ex-Cravo e Malviver (LP, TLD, 1977)
- Jardim Jaleco (LP, Rossil, 1978)
- Antologia (LP, Rossil, 1979)
- Antologia II (LP, Rossil, 197?)
- Triângulo do Mar (LP, Sassetti, 1980)
- Chão do Vento (LP, Edisom, 1984)
- O Natal do Pai Natal(LP, Edisom, 1991)
- Boa Nova (CD, 1992)
- Não Me Peças Mais Canções (CD, 1994)
- Vagabundo do Mar (CD, Movieplay, 1997)
- Coração de Cantor (CD, Lusogram, 1999)
- A Festa da Vida (CD, 2018)

### Singles e EPs
- Penina/Wings Of Revenge (Single, Parlophone, 1967) Parlop. 144
- Verão (EP, Decca, 1968) [Verão/Nobody Want You When You'Re Down And Out / I'll Get Over It /Mensagem] LMEP 1300
- La Vai Maria Só (EP, Parlophone, 1969) [Lá Vai Maria Só / Pobre Idealista / Quero Chamar / Foi Um Momento] LMEP 1353

- E Alegre Se Fez Triste / O Regresso (Single, Orfeu, 1972) - KSAT 505
- 1ª Canção com Lágrimas 1972
- A Festa da Vida/Inventar A Vida (Single, Orfeu, 1972)
- Festa da Vida/Shadows (Single, Orfeu, 1972) SAT 830
- Inventar A Vida/Glow Worm (Single, Orfeu, 197*) SAT 832
- Chase/Segunda Canção Com Lágrimas (Single, Orfeu)

- Amor Combate/Poema nada (Single, TLD)
- A Família Ferrobico/Era Uma Vez Um soldado, Um Operário e Um Camponês (Single,TLD,1977)tls012
- Festival OTI - Carlos Mendes/Fernando Tordo (Single, TLD) tls013 - Amélia dos Olhos Doces
- Alcácer Que Vier/Balada Para Uma Mulher (Single, TLD, 197-)tls015
- Lisboa Meu Amor/Balada do Medo (Single, TLD) tls018
- De Pé Na Revolução/Tem de Haver Revolução [Tordo/Carlos Mendes]
- Maldita Carestia /O Regresso dos Patrões [Tordo/Carlos Mendes] (Single, TLD)
- 4 Canções Para Portugal (EP, TLD) [Tordo/Carlos Mendes]
- Timor (Todos Nós Somos Timor) (single, Triangulo do Mar, 1991) TM-001

### Outros
- Vários - A Fala do Homem Nascido (LP, Orfeu, 1972)
- Vários - Os Operários de Natal (LP, TLD, 1976)
- Vários - Por Um Sindicato Forte Na Defesa Dos Trabalhadores (Single, 1976)
- Só Nós Três (LP, EMI, 1989) (com Fernando Tordo e Paulo de Carvalho)

### Compilações
- O Melhor dos Melhores vol. 67 [Fernando Tordo e Carlos Mendes]
- Os Primeiros Êxitos de Carlos Mendes e Fernando Tordo (EMI, 1993)
- Clássicos da Renascença vol 73[6]

### Colectâneas
- Pelo Sonho É Que Fomos (Profisom, 1998)
- Moniz Pereira 40 anos de Música